# قرار مجلس الأمن التابع للأمم المتحدة رقم 1712
قرار مجلس الأمن التابع للأمم المتحدة رقم 1712، المتخذ بالإجماع في 29 سبتمبر 2006، بعد التذكير بجميع القرارات السابقة بشأن الحالة في ليبيريا وغرب أفريقيا، ولا سيما القرارات 1509 (2003) و1667 (2006) و1694 (2006)، مدد المجلس ولاية بعثة الأمم المتحدة في ليبيريا لمدة ستة أشهر حتى 31 مارس 2007.

## القرار

### أعمال
بموجب الفصل السابع من ميثاق الأمم المتحدة، جدد مجلس الأمن ولاية بعثة الأمم المتحدة حتى نهاية آذار / مارس 2007، مؤكداً عزمه على إعادة نشر القوات بين بعثة الأمم المتحدة في ليبريا وعملية الأمم المتحدة في كوت ديفوار وفقاً للقرار 1609 (2005) إذا لزم الأمر.
في غضون ذلك، حظي اعتزام الأمين العام كوفي عنان بسحب قوات بعثة الأمم المتحدة في ليبريا بالتدريج بالتأييد. وطُلب منه اطلاع المجلس على آخر المستجدات بشأن إعادة هيكلة قطاع الأمن، وإعادة إدماج المقاتلين السابقين، والمصالحة السياسية والعرقية، وتوطيد سلطة الدولة في جميع أنحاء ليبريا، والإصلاح القضائي، وسيطرة الحكومة على الموارد الطبيعية للبلد، وإنشاء بيئة مستقرة وآمنة للنمو الاقتصادي. في هذا السياق، طُلب من الحكومة الليبيرية اتخاذ خطوات لتحقيق المعايير في المجالات الرئيسية المذكورة أعلاه.

## روابط خارجية
- نص القرار في undocs.org